# 神居文彰
神居 文彰（かみい もんしょう、旧姓：長谷雄[はせお]、1962年〈昭和37年〉10月21日 - ）は、日本の仏教学者（専門は臨終行儀・仏教美術）。浄土宗僧侶（天蓮社香誉入阿遠風）、平等院住職、浄土院第40世住職、平等院鳳翔館館長。美術院監事、埼玉工業大学理事・評議員、メンタルケア協会講師。香道直心流1級修士。

## 人物・来歴

### 生い立ち・学業
1962年（昭和37年）10月21日午前5時13分、長谷雄伸哉・久美子夫妻の長男として、栃木県に生まれ愛知県にて育つ。誕生時は体重3,150g、身長50cmであった。AB型。前日までの嵐がその日は快晴となったという。
愛知県の実家は写真現像の工場を経営し、幼少時から暗室作業や集配、撮影を手伝っている。師父の多彩な教育により拓本、版画、写真、8㎜撮影、油画、陶芸、作文等の手解きを受け小学4年時にはアサヒグラフなどで多くの賞を受賞している。
3歳のころ近所の話しによると、夕方4時くらいになるといつも西の方を向きお辞儀をしてそれから家に入っていたという。
小学校入学前、叔母が看護婦長をしていた東京の東京大学医学部附属病院分院に入院。生来の腎臓結石により左開腹手術を行った。その為、小学校低学年時はほとんど運動が制限されていたという。また、入院時には、病院始まって以来の質問魔で「注射器の針はどうしてこの太さなのか」「この太さだとどうして肌に刺さりやすいの」など徹底的に「なぜ」を聞く子であった。
10歳の時に得度。愛知県海部郡(現・愛西市)にある浄土宗円城寺の五重相伝を手伝った際執り持ちの尼僧らの手により剃髪を実施される。
中学1年時に愛知県名古屋市東区の建中寺に随身。私立東海中学に通いながら僧堂生活をはじめる。
高校時代は名古屋市熱田区の雲心寺の法務を住み込みで手伝い、演劇部長、生徒会活動などをしている。昔で言うところのお小僧さん生活、最後の世代とも云われる。
その後、大正大学仏教学部仏教学科仏教学コースに入学。日本仏教を民俗的に各宗横断的に研究、卒論｢日本における臨終行儀｣でコース賞を受賞。大学1年時は道心寮という大学設置の僧堂寮、2年時から東京都目黒区祐天寺に10年間随身している。
1983年（昭和58年）京都知恩院にて浄土宗伝宗伝戒。その後、璽書、大五重成満。
1990年（平成2年）浄土宗綜合研究所教学部入所。翌1991年（平成3年）、大正大学大学院仏教学研究科博士後期課程単位取得満期退学。大正大学綜合佛教研究所入所。

### 職歴
1993年（平成5年）平等院住職就任、2001年に平等院ミュージアム鳳翔館を創設、館長に就任。翌2002年には研究紀要「鳳翔学叢」を創刊。
住職・館長のほか、京都文教短期大学、華頂短期大学、佛教大学、龍谷大学、京都保健衛生専門学校、東京藝術大学、金沢美術工芸大学等の講師、国立文化財機構運営委員、文化庁文化審議会調査員等を歴任。

### 家族
弟に長谷雄蓮華（愛知県愛西市大法寺住職・ラジオパーソナリティ）

## 平等院修理修復事業ほか
神居が携わった平等院の修理は以下の通りである。

### 史跡名勝平等院庭園復元的整備（1991-2003年）
単費の試掘は平成元年からはじまり、国庫補助事業としては3年から発掘が始まる。平安時代の遺構を下部に残した復元的整備事業。洲浜を復元し、橋脚跡から庭園の風合いに即した平橋反橋を新造した。                                                                        報告書には、はじめて電子的検索システムCD-ROMを添付する。

### 重文養林庵書院檜皮葺替工事(1994年)
前回の修理が昭和16年。檜皮の供給がまだ安定しているとはいえないない最後の時期ではあったが、ぎりぎりの選択であった。のち市指定狩野山雪工房による障壁画の修理も実施。

### 開創950年記念国宝平等院展(2000年)
国宝雲中供養菩薩像全52躯・国宝鳳凰１対・国宝梵鐘その他平等院に関係する資料を全国巡回し、展示手法など仏像ブームの先駆けとなった。非接触型の映像システム(市販前のDVD-ROMプロトタイプ)や超高精細画像検索システムを始めて公開した。

### 国宝板壁画・国宝雲中供養菩薩修理(1997-2000年)
剥落止めを中心として鳳凰堂中堂内部で実施。昭和新造扉の絵画面補修は、当初剥落止めが困難で現在まで継続した処置を実施。雲中供養菩薩は、明治昭和修理時の錆漆の劣化や剥落止めを中心に美術院京博工房にて実施した。

### 平等院ミュージアム鳳翔館(登録博物館)開館(2001年)
次世代に責任をもった文化財の継承を目的として、当初より登録博物館を考えていたそうである。公開と保存、修理所機能を併せ持った第三世代博物館の走り。景観に配慮した地下構造地下施設の建築である(栗生明設計)。

### 国宝木造阿弥陀如来坐像ならびに国宝木造天蓋平成大修理(2003-2007年)
鳳凰堂に干渉すことなく堂外に本尊・天蓋を運び出し修理。天蓋は100年ぶりの修理となる。報告書にDVDによる検索システム、修理動画記録を添付。

### 国宝仏後壁および日想観総合調査及び復元事業(2004-2010年)
カラー画像・蛍光画像・近赤外線画像のほか蛍光X線などの各種光学調査を実施。現在の絵画復元事業に繋がる。

### 平成鳳凰堂修理（2012-2014年）[注釈 2]
瓦の葺き替えと塗装が主たる内容となり、現状維持修理原則のもと、
1. 各部位意匠は、調査により判明した最も古い時代のものにあわせ、整合に充分配慮。
2. 部位により多様な時代表現が併存する問題は、現品保存と実際の施工手順を優先し、

現況の毀損修理と保存環境の向上を前提に木部部分修理のほか、
1. 外装色(赤色系)を変更。「丹土」により建物下部まで塗装を行う。につち
2. 軒瓦の文様を変更し、瓦色は古色とする。
3. 鳳凰・露盤宝珠、軒先金物等、金工に関する建築装飾を金色にする。

の三方針を中心に据えている。
さらに鳳凰堂は池中に建立するため湿度や風雨、紫外線、熱帯化する環境や外来生物による損傷も考慮した方針という。それは、
1. 「丹土」（酸化鉄系の顔料）による赤色塗装とは、

- 昭和修理では「鉛丹」による赤色塗装を建物上半分のみに行った。
- その後の各種調査からは、明治修理までは「丹土」(黄土を焼き赤色系に整えたもの)を用いて、建物下部までの塗装修理が繰り返されてきたことが判明。
- 顔料の復旧とともに、斗栱木口部分の黄土塗、瓦座の墨塗を丹土塗に復旧。翼廊の黄土塗りは極力少なくする。中堂隅の垂木先と翼廊垂先のみ黄土で、基壇直上は丹土塗り。

2.軒瓦を河内向山系の文様に変更とは、
- 明治修理・昭和修理では、永承元年焼亡の興福寺瓦転用を創建時のものと想定し文様統一していた。
- 庭園保存整備に伴う発掘調査の結果からは、創建当初は木瓦葺であった可能性が高く、創建から約50年後に、河内向山系の瓦を用いて平等院特製瓦をもちい総瓦葺に改修されたと推定。
- 文様の復旧に伴い、修理前に４種類あった瓦寸法・形式を2系統2種類に整理する。
- 瓦色は、燻銀を用いない古色とする。
- 敷平瓦(近世以降のもの)を外し、瓦座を厚くすることにより、軒平瓦の幅が薄くなる。
- 軒丸瓦の大きさはほぼ同じのため、以前より見えがかりが粗笨でおおらかになる。
- 瓦総数約46,000枚のうち約1,500枚の平安瓦は南妻にかためて再用する。

3.鳳凰・露盤・宝珠、軒先金物等、金工品など建築装飾を金色にするとは、
- 各種調査で、鳳凰・露盤宝珠には金鍍金が施されていたことが確認。
- 塗装の復旧に合わせて、鳳凰・露盤宝珠に金箔押しを行う。

箔押にて可逆性が担保されないものについて、今後別置保存を検討する。
4.その他
連子窓は濃い天然緑青を用い、花燈窓は枠・格子・懸魚および六葉とも丹土塗りを施し西扉周囲は白土塗を実施している。
氏は、耐震化のための空葺きによる桟瓦葺きを採用し瓦座が2寸以上高くなったこと棟が撓んでいることなどから、次の50年後の修理はかなり深刻なものとなるであろうと修理報告書のなかで指摘している。

### 平成修理完成記念天上の舞飛天の美(2013-2014年)
国宝本尊飛天を中心に新たに発見されたガラスなど工芸を中心に東京六本木サントリー美術館にて開催

### 平等院鳳凰堂と浄土院その美と信仰(2021-2022年）
最新の鳳凰堂調査結果と塔頭浄土院の文化財を中心に平等院の文化を俯瞰する試みの展覧会であり、COVID-19禍にあっても多くの拝観者を集め宇治の物産を運ぶなど好評を得た。愛媛県美術館、静岡市美術館、新潟県立近代美術館を巡回。特に現代美術作家山口晃が(重)養林庵書院に奉納した襖絵当丗（世）来迎図｣14面は院外初出陳となった。

### 重要文化財観音堂令和修理(2024-2026年予定)
府下にも数件しか存在しない中世前期の建造物を100年ぶりに修理を開始。
修理方針は、
1. 屋根瓦修補伝統的な本瓦土葺き工法
2. 堂内・床板復旧
3. 堂内虹梁仮支柱撤去
4. 内外陣境仮設結界撤去
5. 亀腹等漆漆喰塗修繕
6. 縁バリアフリーとして擦り付け
7. 戸板など各部つづくろい
8. 厨子内蓮池のもどし
9. 本尊安置とし、今後、３D計測、金具調査、落書調査、木材・部材調査、瓦調査

を実施する予定という。
この他、院内総合防災事業や府指定養林庵庭園修復、『和漢朗詠集巻下断簡平等院切』、三条西実隆『平等院修造勧進状』、平等院境内古図(室町末ほか)などの補助事業修理の実施。単費として鳳凰堂旧正面扉修理事業、鳳凰堂昭和扉8面の彩色剥落止めおよび彩色風合い修正事業、西扉復元模造、鳳凰堂基壇美装化、鳳凰堂堂内彩色美装化剥落止め事業、鳳翔館内R98高演色性展示照明、新収蔵庫建設など今後のメンテナンスを前提とした修理も継続している。
当然、これらは一人で成し得たものばかりではないが、平等院の地力を改めて知ることができる。

## 著作リスト
- 『臨終行儀 - 日本的ターミナル・ケアの原点 - 』（淡水社、1993年→北辰堂、1995年）
- 『住職がつづるとっておき平等院物語』（四季社、2000年）
- 『平等院鳳凰堂 : よみがえる平安の色彩美』（平等院編、東方出版、2002年）
- 『平安色彩美への旅 : よみがえる鳳凰堂の美 : CG写真集』（平等院、2005年）
- 『平等院・神居文彰』（朝日新聞出版、2011年）
- 『絵解き法話「釈尊絵伝」』（野生司香雪画、仏教伝道協会、2022年）

### 編書
- 『平安色彩美への旅 = The sophisticated colors of Heian : よみがえる鳳凰堂の美』(平等院ミュージアム鳳翔館、2005年→2015年)

### 監修書
- 『平等院王朝の美 : 国宝鳳凰堂の仏後壁』（平凡社、2009年）
- 『よみがえりゆく平等院 : 新資料・CGで再現する平安の美』（学研パブリッシング、2011年）

### 共著
- 『平等院 新版 -古寺巡礼京都 13 -』（梅原猛監修、志村ふくみと、淡交社、2007年）

### 図録
- 『平等院の歴史と文化 - 国宝平等院展 - 』（2000年）
- 『天上の舞飛天の美 -平等院平成修理の焦点- 』（サントリー美術館、2013年）
- 『平等院鳳凰堂と浄土院 -その美と信仰-』（石川登志雄監修、読売新聞社、2021年）

### 科研費
- KAKEN>神居文彰
- 「国宝平等院鳳凰堂内西面扉絵日想観」の学術的復元模写による保存に関する研究」（荒木恵信研究代表、2005 - 2008）
- 「平等院鳳凰堂空間の荘厳と機能に関する総合的研究」（皿井舞研究代表、2017 - 2022）

### 論文
- CiNii>神居文彰
- INBUDS>神居文彰
- J-STAGE>神居文彰

- 「日本佛教における臨終行儀」佛教論叢31, 1987
- 「真言系臨終行儀における葬送との連関」佛教論叢32,1989
- 「『最後御所勞以後事』における臨終行儀」佛教論叢33, 1989
- 「臨終行儀と血脈について」佛教論叢34,1990
- 「伝法における臨終行儀の一様態」大正大学大学院研究論集14,1990
- 「「臨終行儀口伝」について」印度學佛教學研究38 (2), 1990
- 「極楽世界の儀を移すとは-ビジュアライズされた浄土-」 宗教研究319,1990
- 「臨終における別所について」大正大学大学院研究論集15, 1991
- 「臨終行儀における身体処置法」印度學佛教學研究39 (2), 1991
- 「臨終行儀における数息観といきあへの念仏について」佛教論叢35,1991
- 「近世における看取りの展開－指標となる資料－ 」佛教論叢36,1992
- 「寛文七年版『臨終用心秒』について」教化研究3,1992
- 「臨終における「いきあひ」について」宗教研究287,1992
- 「臨終における別所について」大正大学大学院研究論集15,1992
- 「看取りにおける隔離について-穢観を中心として- 」印度學佛教學研究40 (2), 1992
- 「近世における看取りの指標-2-執着の内的作用・聖光撰と伝わる「臨終用心抄」を中心として」仏教文化研究(38),1993
- 「臨終行儀における「息絶ナン後」」生命倫理3 (1),1993
- 「臨終における三愛の問題」印度學佛教學研究41 (2),1993
- 「『臨終節要』についてー近世における看取りの指標－ 」大正大学大学院研究論集17,1994
- 「来迎における正念と魔縁」印度學佛教學研究42 (2), 1994
- 「臨終の予知」印度學佛教學研究43 (2), 1995
- 「睡時十念考」宗教研究303,1995
- 「臨終における夢定」宗教研究307,1996
- 「病いの備荒-転重軽受について- 」印度學佛教學研究45 (1),1996
- 「臨終行儀の歴史と臨終行議論」死の儀礼,1997
- 「臨終を模した儀礼」仏教福祉・佛教教化研究,1998
- 「四十九院の展開－本願に一を加える思想－ 」宗教研究315,1998
- 「自然と死のイメージ空間」千年の都,1998
- 「臨終における次生の執着」印度學佛教學研究47 (2),1999
- 「古今の美」古今2000年春号,2000
- 「『丁憂箚録』にみる死生観：人がテキストに倣って葬送に対応したとき」佛教大学総合研究所紀要8, 2001
- 「あの世とこの世死者の行方臨終行儀の復元」異界万華鏡,2001
- 「雲中供養菩薩像」連載宗報表紙および解説,2001-2002
- 「テンプルミュージアムということ」季刊ミュージアムデータ57 , 2002
- 「圓仏教におけるホスピス施設概念の研究」佛教大学総合研究所紀要2003 (2), 2003
- 「オーセンティシティとインテグリティ」宗教と死と教育と,2003
- 「日想観における生命思想」宗教研究77 (4), 2004
- 「五色糸再考」『鳳翔学叢』創刊号,2004
- 「臨終行儀の実体という概念」宗教研究79 (4), 2006
- 「臨終表現への依存」宗教研究80 (4), 2007
- 「日本仏教における人間観」鳳翔学叢3, 2007
- 「垂板にみる浄土の空間表現」宗教研究81 (4), 2008
- 「浄土観想の一考察--奥行きと拡張による表現」鳳翔学叢4, 2008
- 「日本人にとって仏さまとは」大法輪, 2008
- 「観想と三昧の空間構造」宗教研究82 (4), 2009
- 「口絵魚山目録二巻」鳳翔学叢2009
- 「臨終における光明表現再考」宗教研究83(4), 2010
- 「浄土への憧れ」中外日報らいふライブ1年連載,2012
- 「模倣への改謬: 変化という修復と、限りある延命の文化」人形玩具研究: かたち・あそび24, 2013
- 「平等院の秘密」芸術新潮2014-12月号,2014
- 「浄土教による仏堂空間組成と和様」宗教研究89, 2016
- 「国宝鳳凰堂須弥壇による空間認識試論」平等院鳳凰堂内光学調査報告書,2016
- 「私の行く浄土神居文彰- 」佛教文化学会紀要, 2017
- 「文化財とAI, IoT そしてウェルビーイング- 」行政& 情報システム, 2018
- 「日本における往生の空間認識について――特に『後拾遺往生伝』三巻を通じて――」 印度學佛教學研究67 (2), 2019
- 「国宝鳳凰堂平成修理について: プリンティングデバイスから玻璃彩」コロタイプ技術の保存と印刷文化を考える会会報(14) , 2019
- 「文化における情報という財産－調査・研究と活用の問題－」デジタルアーカイブ学会誌3 (3), 2019
- 「平等院の歴史-修理の視点から-」 国宝平等院鳳凰堂平成修理報告書,2019
- 「平成修理の基点」国宝平等院鳳凰堂平成修理報告書,2019
- 「近世前期における来迎表現の工芸的展開―源信来迎説話と扇面を中心に―」 印度學佛教學研究68 (2), 2020
- 「記念鼎談文化をつなぐミュージアム: ICOM京都大会の成果を未来へ」博物館研究55(1), 2020
- 「文化財における素材と修理材料の相克」鳳翔学叢17, 2021
- 「日本における看護・臨終の身体性―円頓戒｢戒体」と動作の連接―」 印度學佛教學研究69(2), 2021
- 「當麻曼陀羅および縁起の旨意形態: 近世にいたる伝授形態」記主禅師研究所紀要(4), 2021
- 「苦の周縁で創成されたもの: Covid-19禍でのアンケートとアルフォンス・ラッブの未翻訳『絶望の哲学自殺について』紹介、島崎藤村『苦しき人々』推敲過程みる苦の諸相」仏教文化研究(66), 2022
- 「無量寿経および観無量寿経受容・顕現形態の展開」鳳翔学叢18 1-17, 2022
- 「阿弥陀堂における身体動作と金色の表徴―戒福と香薬、善導『観無量寿経疏』の比定―」印度學佛教學研究70 (2), 2022
- 「浄土教における陀羅尼再考」印度學佛教學研究71(2) 2023
- 「色彩配置に関する基礎資料と阿弥陀信仰受容への展開」鳳翔学叢19, 2023
- 「ルッキズムと推し愛全文連」文化財通信130,2023
- 「白雪姫とテセウス」絲綢之路2024新春号,2024
- 「中世における追善と修複(復)供養: 應安二年銘命過幡九片裂から」印度學佛教學研究72(2), 2024
- 「近世における山越仏の意味と伝播」宗教研究97,2024
- 「中･近世から近代における浄土教絵画を中心とした史料及び思想史再考」鳳翔学叢20,2024